# Dunville (Terre-Neuve-et-Labrador)
Dunville est une communauté canadienne située sur l'île de Terre-Neuve dans la province de Terre-Neuve-et-Labrador. Le lieu fait partie de la municipalité de Placentia.